# Брилёвский поселковый совет
Брилёвский поселковый совет (укр. Брилівська селищна рада) — входит в состав
Алёшковского района
Херсонской области
Украины.
Административный центр поселкового совета находится в 
пгт Брилёвка.

## Населённые пункты совета
- пгт Брилёвка
- с. Мирное